# Vidar
Vidar (staronordijski Víðarr) je nordijski bog iz skupine Asa. Sin je vrhovnoga boga Odina i divice Grid.
Jak je gotovo kao i bog Tor, njegov polubrat po ocu, i navodno je drugi po jačini od svih bogova. Pri teškoćama se bogovi često pouzdavaju u njega.
Opisuje ga se i kao izuzetno tiha boga.
U Ragnaroku će osvetiti svoga oca tako što će ubiti vuka Fenrisulfa koji će prije toga proždrijeti Odina.
Snorri Sturluson u svojoj Mlađoj eddi napominje da Vidar ima čvrstu cipelu. Naime, prema jednoj je verziji Vidar, nakon što Fenrisulf proguta Odina, dođe pred vuka i jednom mu nogom prigazi donju čeljust, to je mogao jer je njegova cipela napravljena od komadića kože što ih ljudi režu s peta ili prstiju svojih cipela. Rukom mu uhvati slobodnu čeljust i razdere ga.
Prema drugoj je verziji, onoj iz pjesme iz Viđenja proročice (Völuspá), pjesmi iz   Starije edde, usmrtio čudovišnoga vuka tako što mu je zabio mač usred srca.
Nakon propasti svijeta, bit će jedan od nekoliko preživjelih koji će živjeti u novome svijetu.